# Sònia Godall i Cassi
Sònia Godall i Cassi (Barcelona, 28 de març de 1968) fou una atleta catalana especialitzada en llançament de disc.

## Trajectòria
Començà a practicar l'atletisme de la mà del seu oncle Llorenç Cassi, també atleta. Pel que fa a clubs, va pertànyer al CN Barcelona, Centre Gimnàstic Barcelonès, CA Chapín Jerez i Integra 2.
La seva prova principal fou el llançament de disc, on fou continuadora d'Encarna Gambús i predecessora d'Irache Quintanal. En aquesta prova fou nou vegades campiona de Catalunya, entre el 1987 i el 2003. També fou campiona d'Espanya l'any 1993 i va batre el rècord estatal l'any 1992. També destacà en d'altres proves com el llançament de javelina, dos cops campiona de Catalunya, llançament de martell, campiona de Catalunya i Espanya, i triple salt, prova en què establí el rècord català l'any 1988.
Competí dotze cops amb la selecció espanyola i participà en la Copa del Món de Barcelona de l'any 1989.

## Palmarès
Campiona de Catalunya
- Llançament de disc: 1987, 1988, 1989, 1993, 1994, 1995, 1996, 1997, 2003
- Llançament de javelina: 1988, 1995
- Llançament de martell: 1993

Campiona d'Espanya
- Llançament de disc: 1993
- Llançament de martell: 1994